# Erik Anton Rundlöf
Erik Anton Rundlöf, född 29 december 1872, död 1954, var en svensk konstruktör och uppfinnare.
Eric Anton Rundlöf utbildade sig till maskiningenjör på Tekniska skolan i Stockholm, där ha tog examen 1893. var anställd vid flera företag, till exempel Atlas verkstäder, Telegrafverkets verkstad i Stockholm, Gustaf de Lavals konstruktionskontor i Stockholm. Han praktiserade också på Campbells motorfabrik i Storbritannien, där han kom i kontakt med utvecklingen av tvåtaktsmotorer.
Efter vistelsen i England tog han anställning först vid J.V. Svenssons motorfabrik i Augustendal i Nacka och var sedan 1901-02 chefskonstruktör för råoljemotorer av tändkuletyp vid Bolinders mekaniska verkstad. År 1893 hade Bolinders byggt Sveriges första motor med intern förbränning. Det var en fyrtakts fotogenmotor med en liggande cylinder, som hade konstruerades av Jonas Weyland. Den var dock inte så framgångsrik och därför anlitades i stället Erik Rundlöf, som redan 1897 utvecklade en framgångsrik tvåtakts råoljemotor. År 1902 köpte Bolinders in rätten till en annan tändkulemotor för marint bruk, som Erik Rundlöf hade skapat  och på 1920-talet nådde Bolinders en världsandel av 80 procent av alla fiskebåtsmotorer. Motorerna kännetecknades av utomordentlig driftsäkerhet och ekonomi;